# Такамидзава, Андзю
Андзю Такамидзава (яп. 高見澤 安珠; род. 6 марта 1996, Кихо, Миэ) — японская легкоатлетка, специалистка по бегу на средние дистанции и стипльчезу. Выступала за сборную Японии по лёгкой атлетике в середине 2010-х годов, обладательница бронзовой медали чемпионата Азии в помещении, двукратная чемпионка страны, участница летних Олимпийских игр в Рио-де-Жанейро.

## Биография
Андзю Такамидзава родилась 6 марта 1996 года в посёлке Кихо префектуры Миэ, Япония.
Впервые заявила о себе в лёгкой атлетике на взрослом международном уровне в сезоне 2015 года, когда стала чемпионкой Японии в беге на 3000 метров с препятствиями, вошла в состав японской национальной сборной и выступила на чемпионате Азии в Ухане, где с результатом 10:47,07	финишировала пятой.
В 2016 году в беге на 3000 метров с личным рекордом 9:44,58 заняла четвёртое место на чемпионате Азии в помещении в Дохе (впоследствии в связи с дисквалификацией представительницы ОАЭ Бетлем Десалегн переместилась в итоговом протоколе на третью позицию). Помимо этого, вновь выиграла чемпионат Японии в стипльчезе, на соревнованиях в Нагое установила свой личный рекорд в данной дисциплине — 9:44,22. Выполнив олимпийский квалификационный норматив, удостоилась права защищать честь страны на летних Олимпийских играх в Рио-де-Жанейро — на предварительном квалификационном этапе бега на 3000 метров с препятствиями показала результат 9:58,59 и в финал не вышла.
После Олимпиады в Рио Такамидзава оставалась действующей спортсменкой вплоть до 2019 года и продолжала принимать участие в различных соревнованиях национального уровня, хотя на международной арене больше не показывала сколько-нибудь значимых результатов.